# Commersonia parviflora
Commersonia parviflora är en malvaväxtart som beskrevs av Ferdinand von Mueller. Commersonia parviflora ingår i släktet Commersonia och familjen malvaväxter. Inga underarter finns listade i Catalogue of Life.